# Чепца
Чепца̀ (на удмуртски: Чупчи́) е река в Европейска Русия, протичаща през Пермски край, Република Удмуртия и Кировска област, ляв приток (най-голям) на река Вятка. Дължината ѝ е 501 km, която ѝ отрежда 202 място по дължина сред реките на Русия.
Река Чепца води началото си от югоизточната част на Верхнекамското възвишение, на 207 m н.в., в близост до село Кулики, Очьорски район на Пермски край. Първите си около 45 km тече в югозападна посока до село Дебеси (районен център) в Република Удмуртия, след което до устието си протича в посока запад-северозапад в широка, но сравнително дълбока долина спрямо околния терен. В долното си течение пресича северната част на възвишението Вятски Ували. Влива се отляво в река Вятка, при нейния 738 km, на 106 m н.в., при град Кирово-Чепецк в Кировска област.
Водосборният басейн на Чепца обхваща площ от 20,4 хил. km2, което представлява 15,81% от водосборния басейн на река Вятка. Във водосборния басейн на реката попадат части от териториите на Кировска област, Пермски край и Република Удмуртия.
Границите на водосборния басейн на реката са следните:
- на север – водосборните басейни на малки реки, леви притоци на река Вятка;
- на изток и юг – водосборния басейн на река Кама и други по-малки нейни десни притоци;
- на югозапад – водосборния басейн на река Келмез и други по-малки леви притоци на река Вятка.

Река Чепца получава множество притоци с дължина над 20 km, като от тях 5 са дължина над 100 km. По-долу са изброени тези 5 реки, за които е показано на кой километър по течението на реката се вливат, дали са леви (→) или (←), тяхната дължина, площта на водосборния им басейн (в km2) и мястото където се вливат.
- 399 → Лоза 127 / 3030, югозападно от село Полом, Република Удмуртия
- 278 → Убит 100 / 683, северозападно от град Глазов, Република Удмуртия
- 226 → Лекма 127 / 1580, при село Уст Лекма, Република Удмуртия
- 188 → Святица 141 / 1270, на 6 km източно от посьолок МФальонки, Кировска област
- 134 → Коса 141 / 2130, при село Косино, Кировска област

Подхранването на Чепца е предимно снегово и в по-малък процент дъждовно и подземно. Среден годишен отток на 85 km от устието 130 m3/s. Замръзва през ноември, а се размразява през април или началото на май.
По течинето на реката са разположени множество населени места, в т.ч. село Дебеси (районен център) и град Глазов в Република Удмуртия, в устието – град Кирово-Чепецк, Кировска област.
При пълноводие реката е плавателна на 135 km (устието на река Коса).